# Diplopterygium laevissimum
Diplopterygium laevissimum är en ormbunkeart som först beskrevs av Hermann Christ och fick sitt nu gällande namn av Takenoshin Nakai. Diplopterygium laevissimum ingår i släktet Diplopterygium och familjen Gleicheniaceae. Inga underarter finns listade.